# Świątynia Longhua
Świątynia Longhua (chin. upr. 龙华寺, chin. trad. 龍華寺, pinyin Lónghúa sì) – świątynia buddyjska znajdująca się w południowej części Szanghaju. Jest najstarszą i największą budowlą sakralną w mieście. Poświęcona jest Buddzie Maitreji.

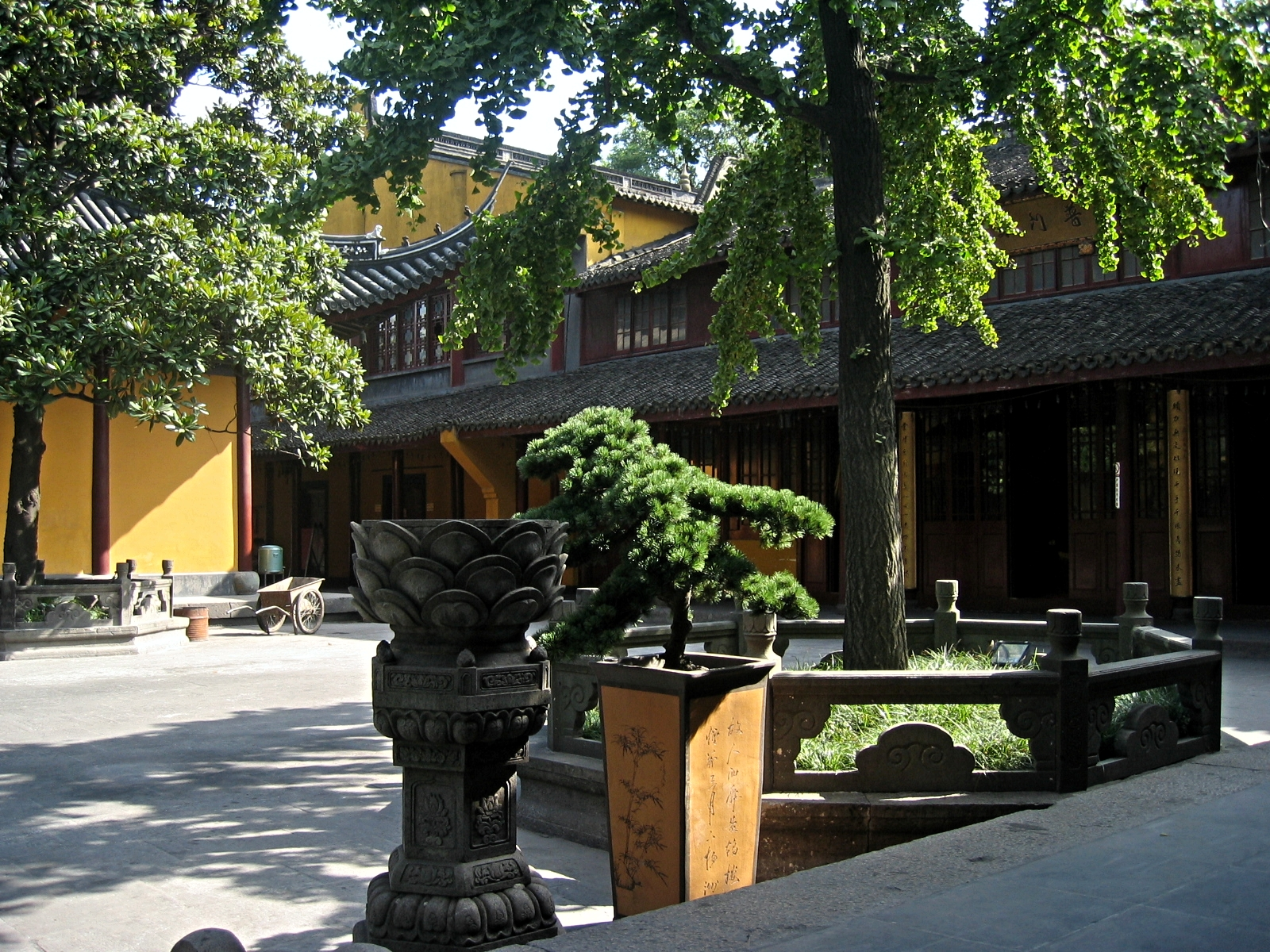
Jeden ze świątynnych dziedzińców

Prawdopodobnie już w III wieku, w Okresie Trzech Królestw, na miejscu dzisiejszej Longhua Si znajdowała się świątynia. Zabudowania świątynne w ciągu wieków były wielokrotnie niszczone i większość z istniejących dzisiaj pochodzi z czasów cesarza Guangxu z dynastii Qing; cały kompleks obejmuje powierzchnię 20 000 m². Przed świątynią znajduje się ośmiokątna, licząca 40 m wysokości siedmiopiętrowa pagoda, wzniesiona w 977 roku. Każde piętro pagody jest mniejsze od poprzedniego, a w każdym rogu każdego piętra zawieszono brązowe dzwonki, poruszane przez wiatr. Ze względu na swój wiek i delikatną konstrukcję, pagoda nie jest udostępniona zwiedzającym.
Zgodnie z powszechną praktyką stosowaną przy budowie chińskich świątyń, zabudowania ulokowane są symetrycznie wzdłuż centralnej osi. Głównymi budynkami świątyni Longhua są Pawilon Maitreji (Miledian), Pawilon Dejawary (Tianwangdian), Pawilon Mahawiry (Daxiongbaodian), Pawilon Trzech Mędrców (Sanshengdian), Pawilon Mnichów (Fangzhangshi) i Pawilon Sutr (Cangjinglou), oraz wieże dzwonu i bębna. W wieży dzwonu znajduje się mierzący 2 metry wysokości, 3 metry w obwodzie i ważący 5 ton miedziany dzwon, w który bije się 31 grudnia na powitanie Nowego Roku. W pawilonach umieszczono liczne buddyjskie rzeźby, pochodzące z różnych okresów chińskiej historii.
Wokół świątyni znajduje się publiczny park.